# Evans Wise
Evans Wise (Port of Spain, 23 novembre 1973) è un ex calciatore trinidadiano, di ruolo centrocampista.

## Caratteristiche tecniche
Predilige giocare ala sinistra.

## Carriera
Ha giocato per la Nazionale a tutti i livelli. Ha anche preso parte alla Coppa del mondo 2006 (inizialmente escluso), andando a sostituire l'infortunato Silvio Spann.